# Université bilingue du Congo
L'université bilingue du Congo (UBC) est une institution d'enseignement supérieur située à Bukavu, dans la province du Sud-Kivu, en république démocratique du Congo. Fondée en avril 2023, elle se distingue par son approche pédagogique bilingue, avec environ 60 % des cours dispensés en anglais, selon une méthode progressive adaptée aux francophones.

## Facultés et programmes académiques
L'UBC propose une variété de programmes académiques répartis en quatre facultés, conçus pour répondre aux besoins du marché de l'emploi et aux opportunités entrepreneuriales,. Parmi les filières offertes :
- Secrétariat médical et logistique de la santé.
- Psychologie commerciale et psychologie sociale.
- Droit des affaires, droit administratif, droit des droits de l'homme et droit international économique.
- Commerce et industrie des aliments.
- Entrepreneuriat, marketing et gestion du commerce international.
- Génie de gestion et génie numérique.
- Anglais et informatique des affaires.
- Communication, éducation et développement.
- Architecture intérieure et paysages urbains.
- Gestion des systèmes d'information.
- Gestion et administration des structures électorales.
- Traduction et interprétation.

Ces programmes sont conçus pour permettre aux étudiants d'acquérir simultanément une formation académique et une expérience professionnelle sur une période de cinq ans, grâce à un service d'insertion professionnelle qui les accompagne dès la première année.

## Mission et vision
L'UBC vise à anticiper et à surmonter les obstacles auxquels les jeunes diplômés sont souvent confrontés, notamment le chômage. En offrant une éducation bilingue et en mettant l'accent sur l'expérience professionnelle, l'université prépare ses étudiants à être compétitifs sur le marché du travail tant au niveau national qu'international.

## Localisation
Située à Bukavu, chef-lieu de la province du Sud-Kivu, l'UBC bénéficie d'une position stratégique dans l'est de la république démocratique du Congo, facilitant l'accès aux étudiants de la région et d'ailleurs.

## Engagement communautaire
L'UBC encourage ses étudiants à participer activement au développement communautaire, en les impliquant dans des projets locaux et en promouvant une éducation qui intègre les réalités sociales et économiques du pays.
En intégrant une perspective mondiale et en favorisant le bilinguisme, l'Université Bilingue du Congo se positionne comme un acteur clé dans la formation de professionnels compétents et polyvalents, prêts à relever les défis du monde moderne.